# Resolutie 2029 Veiligheidsraad Verenigde Naties
Resolutie 2029 van de Veiligheidsraad van de Verenigde Naties werd op 21 december 2011 unaniem aangenomen door de VN-Veiligheidsraad. De resolutie verlengde de ambtstermijnen van vier permanente en acht ad litem-rechters van het Rwandatribunaal tot medio 2012.
Het tribunaal dat de verantwoordelijken van de Rwandese genocide berechtte had te kampen met geldgebrek, gebrekkige medewerking van een aantal landen en personeelstekort, waardoor de afronding van het tribunaal onder druk stond.

## Achtergrond
Toen Rwanda een Belgische kolonie was, werd de Tutsi-minderheid in het land verheven tot een elitie die de grote Hutu-minderheid wreed onderdrukte. Na de onafhankelijkheid werden de Tutsi verdreven en namen de Hutu de macht over. Het conflict bleef aanslepen, en in 1990 vielen Tutsi-milities verenigd als het FPR Rwanda binnen. Met westerse steun werden zij echter verdreven.
In Rwanda zelf werd de Hutu-bevolking opgehitst tegen de Tutsi. Dat leidde begin 1994 tot de Rwandese genocide. De UNAMIR-vredesmacht van de Verenigde Naties kon vanwege een te krap mandaat niet ingrijpen. Later dat jaar werd het Rwandatribunaal opgericht om de daders te vervolgen.

## Inhoud
Al een jaar geleden was het Internationaal Residumechanisme voor Straftribunalen opgericht, dat het werk van zowel het Rwandatribunaal als het Joegoslaviëtribunaal moest overnemen. Beide tribunalen moesten daarom eind 2014 afgerond zijn. De Rwanda-tak van het Mechanisme trad al op 1 juli 2012 in werking.
Drie permanente rechters werden overgeplaatst naar de kamer van beroep en twee ad litem-rechters verlieten het hof na afloop van hun lopende zaken. Daardoor waren er zorgen gerezen over de personeelsbezetting. Daarnaast waren er ook problemen met de verplaatsing van veroordeelden.
De rechters Dennis Byron, Khalida Khan, William Sekule en Bachtiejar Toezmoechamedov zagen hun ambtstermijn verlengd tot 30 juni 2012 of, indien vroeger, tot de afloop van hun lopende zaken. Zo ook de ad litem-rechters Florence Arrey, Solomy Balungi Bossa, Robert Fremr, Vagn Joensen, Gberdao Kam, Lee Muthoga, Seon Ki Park en Mparany Rajohnson.

## Verwante resoluties
- Resolutie 2006 Veiligheidsraad Verenigde Naties
- Resolutie 2013 Veiligheidsraad Verenigde Naties
- Resolutie 2038 Veiligheidsraad Verenigde Naties (2012)
- Resolutie 2054 Veiligheidsraad Verenigde Naties (2012)

Lijst ·  1967 ·  1968 ·  1969 ·  1970 ·  1971 ·  1972 ·  1973 ·  1974 ·  1975 ·  1976 ·  1977 ·  1978 ·  1979 ·  1980 ·  1981 ·  1982 ·  1983 ·  1984 ·  1985 ·  1986 ·  1987 ·  1988 ·  1989 ·  1990 ·  1991 ·  1992 ·  1993 ·  1994 ·  1995 ·  1996 ·  1997 ·  1998 ·  1999 ·  2000 ·  2001 ·  2002 ·  2003 ·  2004 ·  2005 ·  2006 ·  2007 ·  2008 ·  2009 ·  2010 ·  2011 ·  2012 ·  2013 ·  2014 ·  2015 ·  2016 ·  2017 ·  2018 ·  2019 ·  2020 ·  2021 ·  2022 ·  2023 ·  2024 ·  2025 ·  2026 ·  2027 ·  2028 ·  2029 ·  2030 ·  2031 ·  2032